# Егоров, Борис Борисович
Бори́с Бори́сович Его́ров (26 ноября 1937, Москва — 12 сентября 1994, там же) — советский лётчик-космонавт, Герой Советского Союза (1964), полковник медицинской службы, доктор медицинских наук (1979), профессор (1984). Заслуженный мастер спорта СССР (1964).

## Биография
Родился 26 ноября 1937 года в Москве, в семье нейрохирурга, академика Академии медицинских наук СССР, директора НИИ нейрохирургии им. академика Бурденко Бориса Григорьевича Егорова. Мать, Анна Васильевна, — врач-окулист, умерла, когда Борису было 14 лет.
На старших курсах медицинского института юношу всё больше и больше стала увлекать новая наука — космическая медицина. И он начал работать лаборантом в институте, который занимался разработкой этих проблем.
В 1961 году, окончив лечебный факультет 1-го Московского Ордена Ленина медицинского института им. И. М. Сеченова, молодой врач Б. Б. Егоров окончательно встал на путь изучения проблем космической медицины. Он прошёл курс тренировок и подготовки к полёту человека в космос и активно включился в научно-исследовательскую работу.
К моменту полёта в космос опубликовал 10 научных работ и почти закончил работу над кандидатской диссертацией по теме «Некоторые особенности афферентных связей нейронов вестибулярных ядер».
12 октября 1964 года вместе с Владимиром Комаровым и Константином Феоктистовым  совершил полёт на космическом корабле Восход-1 и стал первым врачом, полетевшим в космос. Это был самый счастливый день в жизни Б. Б. Егорова. «Разве забудешь такой день, — пишет Борис Борисович, — забудешь космодром и утро старта, объятия друзей, их сердечные напутствия, пожелания счастливого пути! Разве изгладятся из памяти волнующий момент приземления и первые шаги снова на родной земле!».
Б. Б. Егорову во время полёта в космос удалось собрать очень ценный в научном отношении материал. Вот та оценка полёта, которую даёт сам врач-космонавт. «На корабле „Восход“ мы изучали действие факторов космического полёта на вестибулярный аппарат — орган чувств, реагирующий на изменения положения тела в пространстве. Всё это пришлось на себе испытать. В результате — очень интересный большой фактический материал, помогающий расширить и уточнить выдвинутые ранее гипотезы». Во время полёта, в условиях невесомости, Б. Б. Егоров в специальной книжке записывал показания приборов, которые характеризовали физиологическое состояние космонавтов. В космосе он собрал сведения о действии невесомости на организм космонавта. Б. Б. Егоров писал: «На борту „Восхода“ и для врача немало нашлось работы — необычайно интересной, помогающей сейчас создавать ещё больший комфорт нашим друзьям „очередникам“ космонавтам. Будут среди них, конечно, и врачи…».
Указом Президиума Верховного Совета СССР от 19 октября 1964 г. врачу-космонавту Б. Б. Егорову было присвоено звание Героя Советского Союза и звание «лётчик-космонавт СССР» с вручением Ордена Ленина и медали «Золотая Звезда» (№ 11228).
Б. Б. Егоров — единственный из советских космонавтов, формально никогда не состоявший в отряде космонавтов (Феоктистов на момент полёта также не был членом отряда, но был зачислен в него в 1968 году). Б. Б. Егоров продолжил научно-исследовательскую работу. Он посетил многие страны. В 1965 г. его избрали Доктором медицины Берлинского университета имени Гумбольдта, а в 1966 г. он стал Лауреатом Международной академии астронавтики.
В 1964—1984 гг. работал в Институте медико-биологических проблем.
В 1967 г. Б. Б. Егоров защитил диссертацию на соискание степени кандидата медицинских наук. Научное значение этой работы состоит в том, что автор впервые исследовал конвергенцию афферентных систем на нейронах вестибулярных ядер.
В 1984—1992 был директором НИИ биомедицинской технологии. Автор 16 изобретений, 2 рацпредложений, более 120 научных публикаций.
Жил в Москве по адресу: Делегатская улица, 16. Умер от инфаркта и похоронен в Москве на Новодевичьем кладбище (7 уч. 16 ряд), рядом с отцом.

## Личная жизнь
- Отец — Борис Григорьевич Егоров (19.08.1892 — 15.02.1972), один из основателей советской нейрохирургии, академик АМН СССР, заслуженный деятель науки, профессор.
- Мать — Анна Васильевна Скородумова-Егорова (1904—1950), основатель советской офтальмоневрологии.
- Мачеха — Галина Петровна Егорова (Чубарова) (1914—2001), педагог-концертмейстер консерватории.
- Сестра (по отцу) — Наталья Борисовна Егорова (1917—????), работала астрономом на кафедре астрономии мехмата МГУ.

Был женат четыре раза:
- 1-я жена — Элеонора Валентиновна Егорова (Мордвинкина, 1938—2015): советский и российский офтальмолог, доктор медицинских наук, профессор, директор Московского научно-исследовательского института глазных болезней им. Гельмгольца, заслуженный деятель науки Российской Федерации.

Могила Егорова на Новодевичьем кладбище Москвы.

- Сын — Борис Борисович Егоров (1962-2015), бизнесмен.

- 2-я жена (1965—1971) — актриса Наталья Николаевна Фатеева,
  - дочь — Наталья (1969 г.р.).
- 3-я жена (1971—1991) — актриса Наталья Николаевна Кустинская,
  - приёмный сын — Дмитрий Борисович Егоров (1970—2002).
- 4-я жена (с 1991) — Татьяна Алексеевна Вураки (1947 г.р.), врач-стоматолог;
  - приёмные дети (внуки генерала А. Ф. Вураки):
    - сын — Андрей Константинович Вураки (1972—1993) — студент 5 курса 2-го ММИ, был убит во время штурма Останкинского телецентра, когда оказывал первую помощь одному из раненых;
    - дочь — Наталья Константиновна Вураки (род. 1975), врач.

## Космический полёт
В 1964 году совершил полёт на первом многоместном космическом корабле Восход-1 в качестве врача-исследователя. Его продолжительность была 1 сутки 17 минут 3 секунды. Порядковый номер космонавта — 9 (СССР); 13 (в мире).
Статистика
| # | Стартовый корабль | Старт, UTC        | Экспедиция | Корабль посадки | Посадка, UTC      | Налёт                      | Выходы в открытый космос | Время в открытом космосе |
| - | ----------------- | ----------------- | ---------- | --------------- | ----------------- | -------------------------- | ------------------------ | ------------------------ |
| 1 | Восход-1          | 12.10.1964, 07:30 | Восход-1   | Восход-1        | 13.10.1964, 07:47 | 01 сутки 00 часов 17 минут | 0                        | 0                        |

## Воинские звания
- Лейтенант медицинской службы (м.с.) (01.06.1961);
- капитан м.с. (10.10.1964);
- майор м.с. (07.07.1967);
- подполковник м.с. (07.05.1970);
- полковник м.с. (26.12.1973),
  - с 11.12.1989 — полковник м.с. запаса.

## Награды

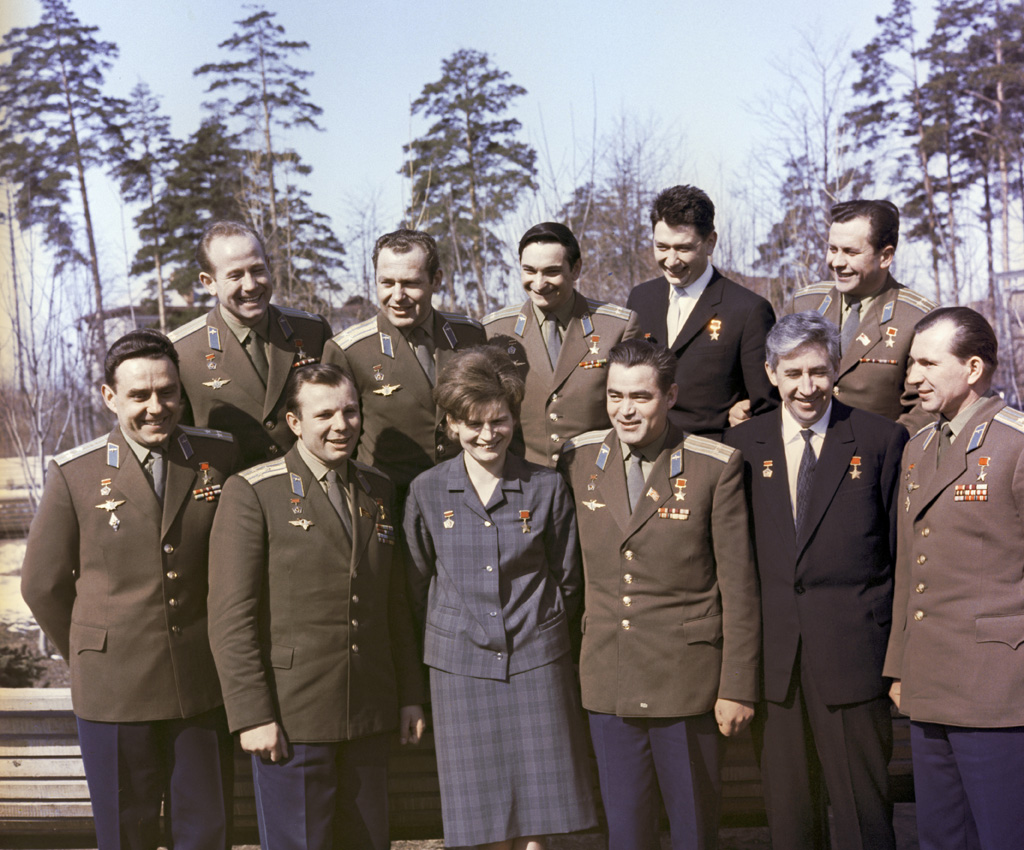
Борис Егоров (второй справа во втором ряду) с другими лётчиками-космонавтами СССР, 1965 г.

- Медаль «Золотая Звезда» Героя Советского Союза (19 октября 1964).
- Орден Ленина (19 октября 1964).
- Орден Трудового Красного Знамени (15 января 1976).
- Медаль «За освоение целинных земель» (13 октября 1964).
- 9 юбилейных медалей.

Иностранные награды:

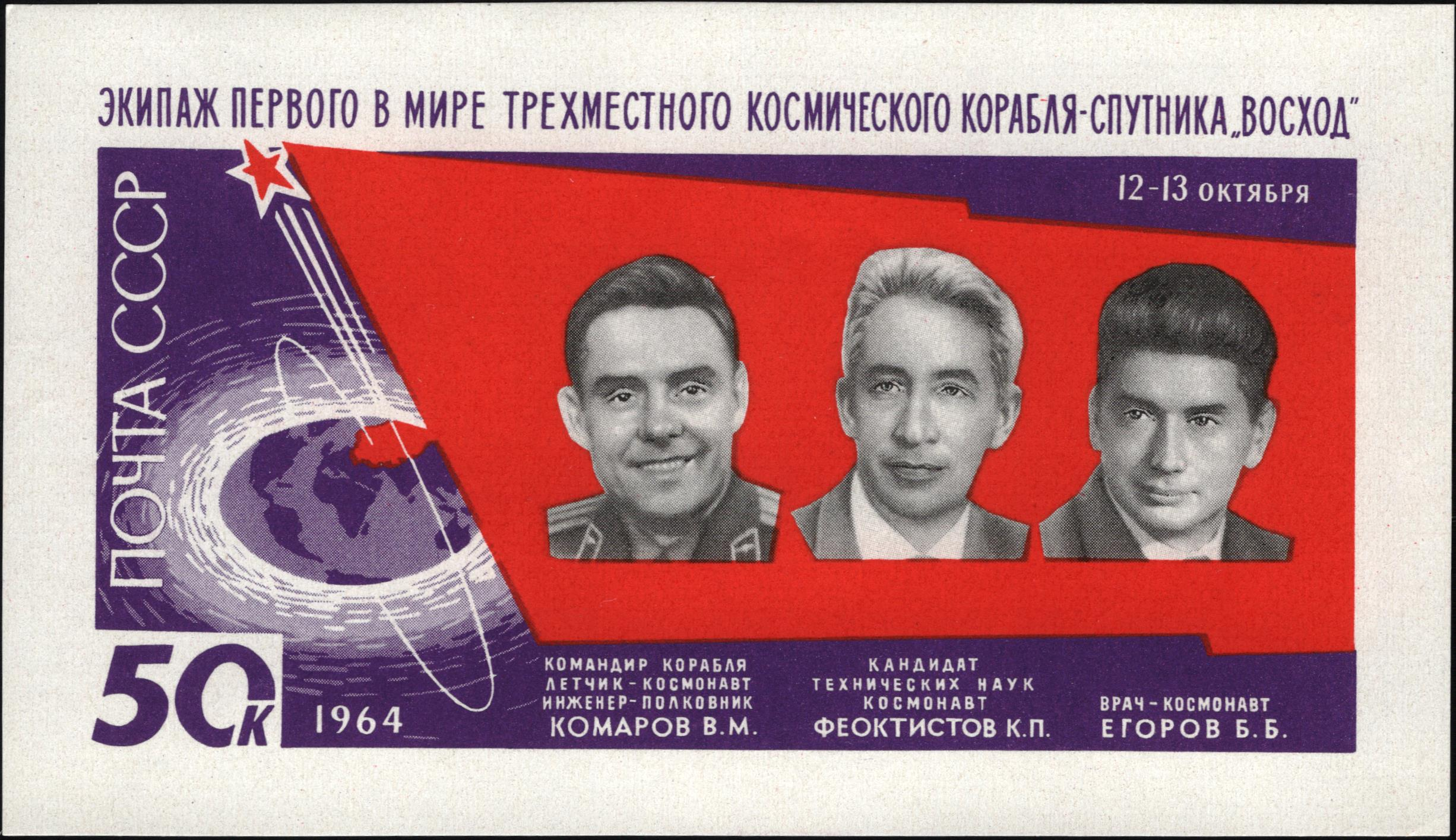
Почтовая марка СССР, 1964 год. Первый в мире полёт советских космонавтов Комарова, Феоктистова и Егорова на трёхместном космическом корабле «Восход». Три космонавта.

- Герой Труда Вьетнама (6 ноября 1964, ДРВ).
- Орден Государственного Знамени ВНР (5 апреля 1971, ВНР).
- Медаль «25 лет Народной власти» (7 сентября 1969, Болгария).

## Память

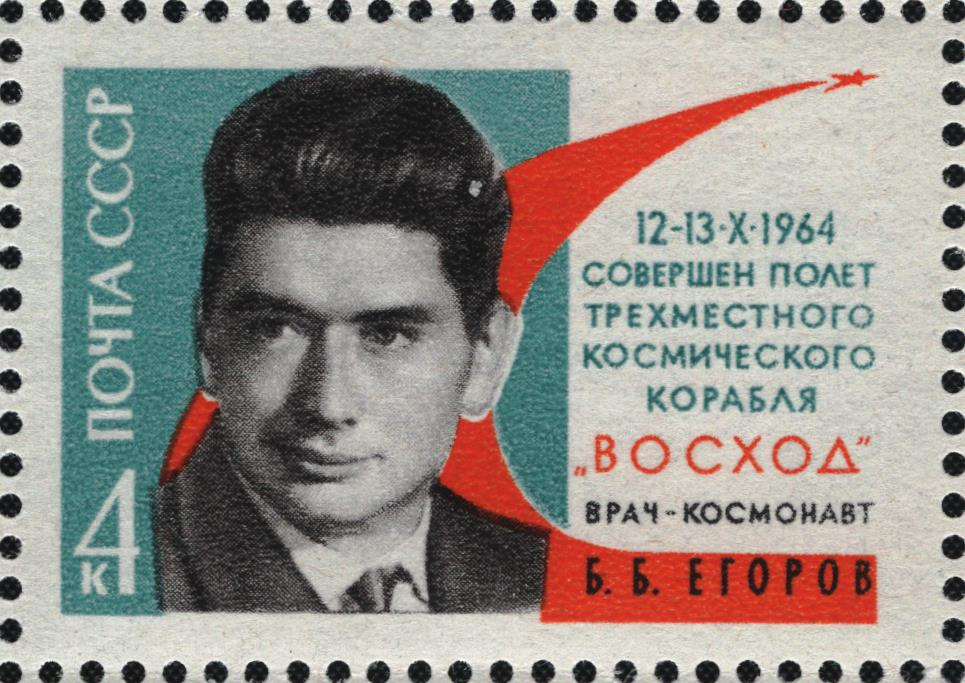
Почтовая марка СССР с портретом Б. Б. Егорова

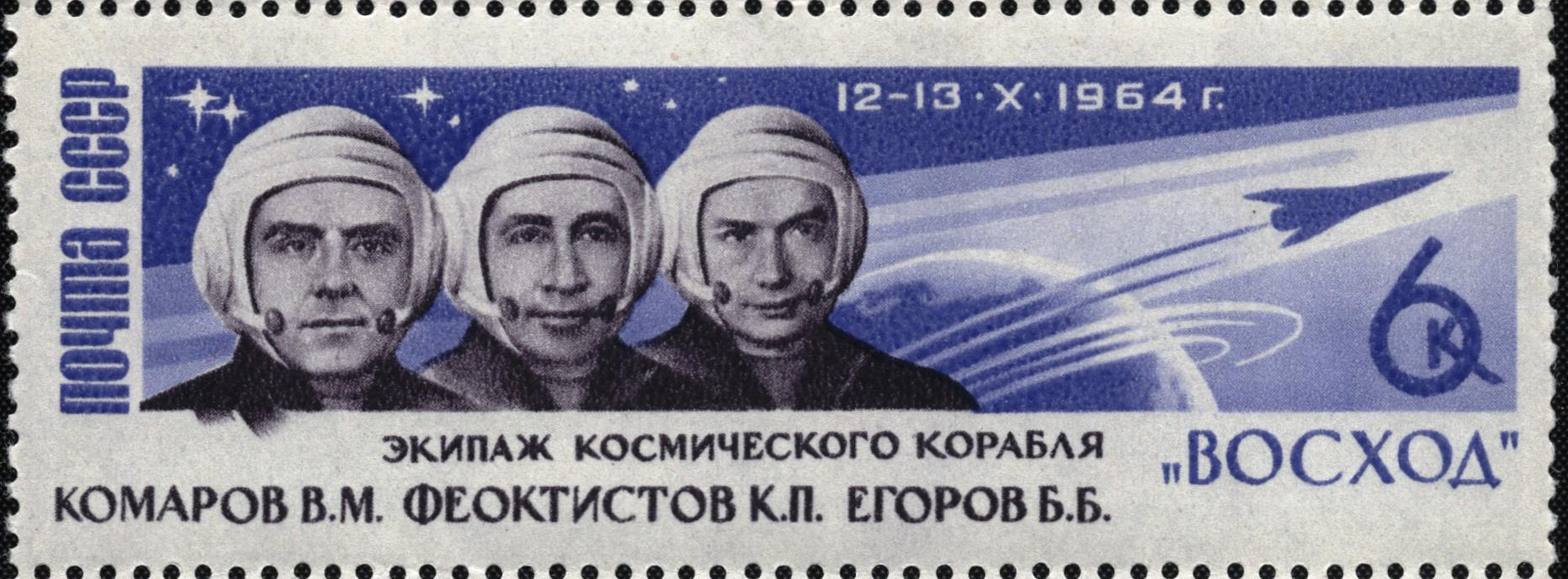
Почтовая марка СССР, 1964 год. Первый в мире полёт советских космонавтов Комарова, Феоктистова и Егорова на трёхместном космическом корабле «Восход». Три космонавта.

- Почтовая марка СССР, 1964 год. Первый в мире полёт советских космонавтов Комарова, Феоктистова и Егорова на трёхместном космическом корабле «Восход». Три космонавта.В честь Бориса Егорова назван астероид 8450.
- Его именем назван кратер на обратной стороне Луны.
- В честь Бориса Егорова названа улица в Камышине, Волгоградская область; рядом находится улица, названная в честь партнёра Егорова по космическому полёту Феоктистова К. П..

### Фильмы
- Москва встречает богатырей космонавтов — СССР, ЦСДФ, 1964.
- Трое в космосе — СССР, 1964.
- В космосе «Восход» — СССР, Центрнаучфильм, 1965.